# Đông Chu quân
Đông Chu quân (東周君), Đông Chu Văn quân (東周文君), hoặc Đông Chu Tĩnh công (東周靖公), Chu Huệ vương (周惠王), Chu Cung chủ (周共主) (trị vì ? - 249 TCN), tên thật là Cơ Kiệt, được xem là vị vua thứ 38 và là vua cuối cùng của nhà Chu trong lịch sử Trung Quốc.

## Thân thế
Đông Chu quân là tông thất dòng dõi nhà Chu. Chu Khảo Vương (440-426 TCN) phong cho em ở đất Hà Nam để làm chức Chu công phụ chính triều đình, người em trở thành Hà Nam Hoàn công, mở đầu cho chi thứ ở phía đông nhà Đông Chu.
Hà Nam Hoàn công mất, con là Hà Nam Uy công nối ngôi. Sau đời Uy công đến con là Huệ công (đời thứ 3) nối chức. Nhưng em của Huệ Công là Cơ Căn nổi dậy chống lại anh được 2 nước chư hầu là Hàn và Triệu tôn lập ở đất Củng, sử gọi là Đông Chu quân. Cơ Kiệt là vua cuối cùng của nước này.

## Mất nước
Năm 256 TCN, Tần Chiêu Tương vương đánh Tây Chu, bắt Chu Noản vương và thu chín đỉnh nhà Chu về Tần. Dân Tây Chu chạy lưu vong sang nương nhờ Đông Chu quân, lúc ấy Đông Chu Văn quân đang ở ngôi không rõ được mấy năm. Cơ nghiệp nhà Chu đến đây đúng ra là chấm dứt rồi nhưng lòng người vẫn trông mong ở Đông Chu quân có thể phục hồi vương triều, một số dân chúng lưu vong và những người trung thành với nhà Chu dựa vào Đông Chu quân để chiêu tập nghĩa quân phục quốc. Năm 249 TCN, Tần Trang Tương Vương muốn diệt cỏ tận gốc bèn cử tướng quốc Lã Bất Vi điều quân đi đánh chiếm nốt đất Đông Chu. Toàn bộ đất Tây Chu và Đông Chu đều thuộc về nước Tần, không rõ Đông Chu quân mất năm nào.
Sử ký đề cập sự kiện nước Tần "nuốt hai Chu" tức là thôn tính đất hai tiểu quốc Tây Chu và Đông Chu tách ra từ đất nhà Chu trước đây.
Tính từ Chu Vũ Vương đến Chu Noản vương thì nhà Chu gồm có 37 vua, Đông Chu quân thực tế không phải thiên tử nhà Chu mà lúc ấy vẫn là vua của nước Đông Chu. Tuy nhiên các sử gia đời sau bởi đề cao chính thống nên chép thời gian 7 năm sau khi nhà Chu diệt vong là thời kỳ trị vì của ông, họ tính Đông Chu quân là vua cuối cùng do đó nhà Chu mới thành 38 vua vậy.